# Joachim Wach
Joachim Ernst Adolphe Felix Wach (ur. 25 stycznia 1898 w Chemnitz zm. 27 sierpnia 1955 w Orselina koło Locarno) – niemiecki socjolog i religioznawca.

## Życiorys
Od 1929 do 1935 był profesorem uniwersytetu w Lipsku. Ze stanowiska tego został usunięty przez nazistów. Wyemigrował do Stanów Zjednoczonych. Do 1945 był tam wykładowcą Brown University w Providence, zaś w latach 1945–1955 wykładał na uniwersytecie w Chicago.
W jego przekonaniu religię należy postrzegać jako autonomiczną i idiogeniczną dziedzinę kultury. Za jej podstawę uznawał doświadczenie sacrum. Rozróżniał 3 aspekty (części składowe) religii: teoretyczny (doktryna), praktyczny (kult) i socjologiczny (organizacja). Ujęcie to znalazło uznanie ze strony większości religioznawców. W pracy Socjologia religii (1944, wyd. pol.: Książka i Wiedza 1961) określił teoretyczne i metodologiczne podstawy socjologii religii.

## Publikacje
- Der Erlösungsgedanke und seine Deutung, Hinrichs, Leipzig 1922
- Zur Methodologie der allgemeinen Religionswissenschaft, "Zeitschrift für Missions- und Religionsgeschichte ZRMG" 38, 1923, S. 33–55
- Religionswissenschaft. Prolegomena zu ihrer wissenschaftstheoretischen Grundlegung, Hinrichs, Leipzig 1924
  - Neu hrsg. und eingeleitet von Christoffer H. Grundmann, Spenner, Waltrop 2001
  - Engl: Introduction to the History of Religions 1988
- Meister und Jünger. Zwei religionssoziologische Betrachtungen, Tübingen 1925
- Mahāyāna, besonders im Hinblick auf das Saddharna-Pundarika-Sūtra, München 1925
- ''Die Typenlehre Trendelenburgs und ihr Einfluss auf Dilthey, Mohr, Tübingen 1926
- Das Verstehen. Grundzüge einer Geschichte der hermeneutischen Theorie im 19. Jahrhundert 3 Bde. 1929–1933
- Art. Religionssoziologie, in: Handwörterbuch der Soziologie, Hrsg. Alfred Vierkandt, Stuttgart 1931, 2. Aufl. 1961
- Einführung in die Religionssoziologie, Tübingen 1931
- Das Problem der Kultur und die ärztliche Psychologie, Gustav Thieme, Leipzig 1931
- Typen religiöser Anthropologie, Barth, Leipzig 1932
- Das Problem des Todes in der Philosophie unserer Zeit, Mohr, Tübingen 1934
- Sociology of religion, Chicago 1944, 9. Aufl. 1962
  - Deutsch: Religionssoziologie, 1951
- Types of Religious Experience, Christian and Non-Christian, Chicago 1951
- The Comparative Study of Religions, Columbia UP, NY 1958
  - Deutsch: Vergleichende Religionsforschung, Einführung Joseph M. Kitagawa, Übers. Hans Holländer. Kohlhammer, Stuttgart 1962 ***Rezension, Joachim Matthes in KZfSS 15, 1963, S. 174–176
- Understanding and Believing. Essays 1968